# قائمة الأفلام المتصدرة شباك التذاكر الأمريكي عام 2008
قائمة الأفلام المتصدرة شباك التذاكر الأمريكي عام 2008 هي الأفلام التي احتلت المركز الأول في شباك التذاكر الأمريكي أثناء عُطل نهاية الأسبوع لعام 2008.

## الأفلام الأولى
|    | التاريخ         | الفيلم                                              | الربح       | ملاحظات | مراجع         |
| -- | --------------- | --------------------------------------------------- | ----------- | --- | ------------- |
| 1  | 6 يناير 2008    | الكنز الوطني: كتاب الأسرار                          | 20,062,684  | | [ 2 ]         |
| 2  | 13 يناير 2008   | قائمة الدلو                                         | 19,392,416  | وصل الفيلم إلى المركز الأولى بعد عطلتي نهاية أسبوع من الإصدار المحدود. | [ 3 ]         |
| 3  | 20 يناير 2008   | كلوفرفيلد                                           | 40,058,229  | حطم كلوفرفيلد الرقم القياسي لـ حرب النجوم (الإصدار الخاص) (35.9 مليون دولار) لأعلى ربح في نهاية الأسبوع في يناير، ورقم سقوط الصقر الأسود القياسي (28.6 مليون دولار) لأعلى ربح في ذكرى مارتن لوثر كينج في عطلة نهاية الأسبوع الطويلة، ورقم تيتانيك (30.0 مليون دولارًا) لأعلى إجمالي ربح في ذكرى مارتن لوثر كينج في عطلة نهاية الأسبوع الطويلة على الإطلاق. | [ 4 ] [ 5 ]   |
| 4  | 27 يناير 2008   | قابل الإسبارطيين                                    | 18,505,530  | | [ 6 ]         |
| 5  | 3 فبراير 2008   | هانا مونتانا ومايلي سايروس:أفضل حفل في كلا العالمين | 31,117,834  | حطم فيلم هانا مونتانا ومايلي سايروس:أفضل حفل في كلا العالمين رقم عندما يتصل غريب (21.6 مليون دولار) لأعلى ربح في نهاية أسبوع السوبر بول، ورقم بورات القياسي (26.4 مليون دولار) لأعلى ربح افتتاحي في عطلة نهاية الأسبوع لفيلم عرض أقل من 1000 دار عرض. | [ 7 ]         |
| 6  | 10 فبراير 2008  | ذهب الأبله                                          | 21,589,295  | | [ 8 ]         |
| 7  | 17 فبراير 2008  | جمبر                                                | 27,354,808  | | [ 9 ] [ 10 ]  |
| 8  | 24 فبراير 2008  | نقطة أفضلية                                         | 22,874,936  | | [ 11 ]        |
| 9  | 2 مارس 2008     | سيمي برو                                            | 15,075,114  | | [ 12 ]        |
| 10 | 9 مارس 2008     | 10,000 ق م                                          | 35,867,488  | | [ 13 ]        |
| 11 | 16 مارس 2008    | هورتن يسمع هووو!                                    | 45,012,998  | | [ 14 ]        |
| 12 | 23 مارس 2008    | هورتن يسمع هووو!                                    | 24,590,596  | | [ 15 ] [ 16 ] |
| 13 | 30 مارس 2008    | 21                                                  | 24,105,943  | | [ 17 ]        |
| 14 | 6 أبريل 2008    | 21                                                  | 15,337,418  | | [ 18 ]        |
| 15 | 13 أبريل 2008   | ليلة حفل التخرج                                     | 20,804,941  | | [ 19 ]        |
| 16 | 20 أبريل 2008   | المملكة المحرمة                                     | 21,401,121  | | [ 20 ]        |
| 17 | 27 أبريل 2008   | أم طفلة                                             | 17,407,110  | | [ 21 ]        |
| 18 | 4 مايو 2008     | آيرون مان                                           | 98,618,668  | | [ 22 ]        |
| 19 | 11 مايو 2008    | آيرون مان                                           | 51,190,629  | | [ 23 ]        |
| 20 | 18 مايو 2008    | سجلات نارنيا: الأمير قزوين                          | 55,034,805  | | [ 24 ]        |
| 21 | 26 مايو 2008    | إنديانا جونز ومملكة الجمجمة الكريستالية             | 100,137,835 | | [ 25 ] [ 26 ] |
| 22 | 1 يونيو 2008    | الجنس والمدينة                                      | 57,038,404  | حطم فيلم الجنس والمدينة الرقم القياسي لـ هيتش (43.1 مليون دولار) لأعلى ربح لفيلم رومانسي كوميدي في عطلة نهاية الأسبوع ورقم القرية (50.7 مليون دولار) لأعلى ربح في نهاية الأسبوع لفيلم تظهر فيه بطلة رواية. | [ 27 ]        |
| 23 | 8 يونيو 2008    | كونغ فو باندا                                       | 60,239,130  | | [ 28 ]        |
| 24 | 15 يونيو 2008   | هولك الخارق                                         | 55,414,050  | | [ 29 ]        |
| 25 | 22 يونيو 2008   | كن ذكيا                                             | 38,683,480  | | [ 30 ]        |
| 26 | 29 يونيو 2008   | وول-ي                                               | 63,087,526  | | [ 31 ]        |
| 27 | 6 يوليو 2008    | هانكوك                                              | 62,603,879  | | [ 32 ]        |
| 28 | 13 يوليو 2008   | هلبوي II: ذا غولدن أرمي                             | 34,539,115  | | [ 33 ]        |
| 29 | 20 يوليو 2008   | فارس الظلام                                         | 158,411,483 | حطم فيلم فارس الظلام بإجمالي 18.5 مليون دولار رقم حرب النجوم الجزء الثالث: انتقام السيث القياسي (16.9 مليون دولار) لأعلى ربح في منتصف الليل على الإطلاق. وحطم بإجمالي 67.1 مليون دولار في يوم الافتتاح الرقم القياسي لـ سبايدرمان 3 (59.8 مليون دولار) لأعلى ربح في لوم واحد على الإطلاق. كما حطم الرقم القياسي المسجل باسم قراصنة الكاريبي: صندوق الرجل الميت (135.6 مليون دولار) لأعلى ربح في نهاية الأسبوع في يوليو، ورقم هاري بوتر وكأس النار (102.6 مليون دولار) لأعلى ربح افتتاحي لفيلم وارنر براذرز، ورقم سبايدرمان 3 (151.1 مليون دولار) لأعلى ربح لفيلم PG-13 خارق في نهاية الأسبوع في الصيف. حقق الفيلم أعلى ربح في نهاية الأسبوع في عام 2008. | [ 34 ]        |
| 30 | 27 يوليو 2008   | فارس الظلام                                         | 75,166,466  | حطم فارس الظلام الرقم القياسي لـ شريك 2 (72.1 مليون دولار) لأعلى إجمالي ربح في نهاية الأسبوع الثاني على الإطلاق. | [ 35 ]        |
| 31 | 3 أغسطس 2008    | فارس الظلام                                         | 42,664,219  | | [ 36 ]        |
| 32 | 10 أغسطس 2008   | فارس الظلام                                         | 26,117,030  | أصبح فيلم فارس الظلام أول فيلم منذ سيد الخواتم: عودة الملك يحتل صدارة شباك التذاكر لمدة أربعة عطل نهاية أسبوع متتالية. | [ 37 ]        |
| 33 | 17 أغسطس 2008   | الرعد الاستوائي                                     | 25,812,796  | | [ 38 ]        |
| 34 | 24 أغسطس 2008   | الرعد الاستوائي                                     | 16,272,195  | | [ 39 ]        |
| 35 | 31 أغسطس 2008   | الرعد الاستوائي                                     | 11,518,611  | أصبح فيلمي فارس الظلام الرعد الاستوائي أول فيلمين يتصدران شباك التذاكر لمدة ثلاث عطل نهاية أسبوع متتالية على الأقل منذ سيد الخواتم: رفقة الخاتم وسقوط الصقر الأسود. | [ 40 ] [ 41 ] |
| 36 | 7 سبتمبر 2008   | بانكوك في خطر                                       | 7,783,266   | | [ 42 ]        |
| 37 | 14 سبتمبر 2008  | يحرق بعد القراءة                                    | 19,128,001  | | [ 43 ]        |
| 38 | 21 سبتمبر 2008  | ليكفيو تيراس                                        | 15,004,672  | | [ 44 ]        |
| 39 | 28 سبتمبر 2008  | إيجل آي                                             | 29,150,721  | | [ 45 ]        |
| 40 | 5 أكتوبر 2008   | بيفرلي هيلز تشيواوا                                 | 29,300,465  | | [ 46 ]        |
| 41 | 12 أكتوبر 2008  | بيفرلي هيلز تشيواوا                                 | 17,502,077  | | [ 47 ] [ 48 ] |
| 42 | 19 أكتوبر 2008  | ماكس باين                                           | 17,639,849  | | [ 49 ]        |
| 43 | 26 أكتوبر 2008  | هاي سكول ميوزيكال 3: سينيور يير                     | 42,030,184  | حطم فيلم هاي سكول ميوزيكال 3: سينيور يير رقم مسحور القياسي (34.4 مليون دولار) لأعلى ربح افتتاحي لفيلم موسيقي في نهاية الأسبوع. | [ 50 ]        |
| 44 | 2 نوفمبر 2008   | هاي سكول ميوزيكال 3: سينيور يير                     | 15,316,072  | | [ 51 ]        |
| 45 | 9 نوفمبر 2008   | مدغشقر: الهروب إلى أفريقيا                          | 63,106,589  | | [ 52 ]        |
| 46 | 16 نوفمبر 2008  | كم من العزاء                                        | 67,528,882  | | [ 53 ]        |
| 47 | نوفمبر 23, 2008 | الشفق                                               | 69,637,740  | حطم الشفق الرقم القياسي لـ فان هيلسنج (51.7 مليون دولار) لأعلى ربح لفيلم مصاص دماء في نهاية الأسبوع ورقم الجنس والمدينة القياسي (57.0 مليون دولار) لأعلى ربح في نهاية الأسبوع لفيلم يظهر فيه بطلة الرواية. كما حطم الرقم القياسي لـديب إمباكت (41.1 مليون دولار) لأعلى ربح لفيلم موجه للإناث في نهاية الأسبوع. | [ 54 ]        |
| 48 | 30 نوفمبر 2008  | أربعة أعياد ميلاد                                   | 31,069,826  | | [ 55 ]        |
| 49 | 7 ديسمبر 2008   | أربعة أعياد ميلاد                                   | 16,755,478  | | [ 56 ]        |
| 50 | 14 ديسمبر 2008  | اليوم الذي تبقى فيه الأرض صامدة                     | 30,480,153  | | [ 57 ]        |
| 51 | ديسمبر 21, 2008 | رجل نعم                                             | 18,262,471  | | [ 58 ]        |
| 52 | ديسمبر 28, 2008 | مارلي وأنا                                          | 36,357,586  | حطم إجمالي ربح يوم افتتاح مارلي وأنا البالغ 14.3 مليون دولار رقم علي القياسي (10.2 مليون دولار) لأعلى ربح افتتاحي في يوم عيد الميلاد على الإطلاق. | [ 59 ]        |

## أعلى الأفلام ربحًا
أعلى الأفلام ربحًا في عام 2008.
| المرتبة | الفيلم                                  | الاستديو              | المخرج                     | الربح       |
| ------- | --------------------------------------- | --------------------- | -------------------------- | ----------- |
| 1.      | فارس الظلام                             | وارنر براذرز بيكتشرز  | كريستوفر نولان             | 530,924,926 |
| 2.      | آيرون مان                               | باراماونت بيكتشرز     | جون فافرو                  | 318,313,199 |
| 3.      | إنديانا جونز ومملكة الجمجمة الكريستالية | باراماونت بيكتشرز     | ستيفن سبيلبرغ              | 317,101,119 |
| 4.      | هانكوك                                  | كولومبيا بيكتشرز      | بيتر بيرغ                  | 227,860,802 |
| 5.      | وول-ي                                   | استوديوهات والت ديزني | أندرو ستانتون              | 223,797,414 |
| 6.      | كونغ فو باندا                           | باراماونت بيكتشرز     | جون ستيفنسون ومارك أوسبورن | 215,434,591 |
| 7.      | مدغشقر: الهروب إلى أفريقيا              | باراماونت بيكتشرز     | إريك دارنيل وتوم ماكجراث   | 175,687,934 |
| 8.      | الشفق                                   | سمت إنترتاينمنت       | كاثرين هاردويك             | 170,672,975 |
| 9.      | كم من العزاء                            | كولومبيا بيكتشرز      | مارك فورستر                | 165,258,802 |
| 10.     | الجنس والمدينة                          | وارنر براذرز بيكتشرز  | مايكل كينغ                 | 152,647,258 |